# Archibasis incisura
Archibasis incisura – gatunek ważki z rodziny łątkowatych (Coenagrionidae).